# ツィンバルカ・マゾヴィエツカ
ツィンバルカ・マゾヴィエツカ（波：Cymbarka mazowiecka）またはツィンブルギス・フォン・マゾーヴィエン（独：Cimburgis von Masowien, 1394年/1397年 - 1429年9月28日）は、オーストリア公エルンスト鉄公の2番目の妻。

## 生涯
ポーランドのマゾフシェ公国の統治者シェモヴィト4世と、リトアニア大公アルギルダスの娘でポーランド王ヴワディスワフ2世ヤギェウォの妹であるアレクサンドラとの間に生まれた。
1412年1月にエルンストと結婚して9人の子供をもうけたが、うち5人は夭折した。神聖ローマ皇帝フリードリヒ3世の母親であるが、フリードリヒ3世の系統のみ男系が存続したため、その後のハプスブルク家全員がツィンバルカの血を引くことになった。
異論はあるものの、ハプスブルク一族の遺伝的特徴に突出した下唇を持ち込んだのは彼女だと言われており、少なくとも1621年にロバート・バートンが著した『憂鬱の解剖』は、その説を敷衍している。一族のメンバーの大部分に現れたこの生理学的特徴は、18世紀頃まで受け継がれた。ツィンバルカの彫像はインスブルックの城内付属教会に残っている。また、彼女は非常な怪力の持ち主であったともされ、壁に釘を素手で突き刺したり、クルミを片手で割ったりしたと伝わっている。

## 子女
- フリードリヒ3世（1415年 - 1493年） - 神聖ローマ皇帝
- マルガレータ（1416年 - 1486年） - ザクセン選帝侯フリードリヒ2世と結婚
- アルブレヒト6世（1418年 - 1463年）
- カタリーナ（1420年 - 1493年） - バーデン辺境伯カール1世と結婚